# Glyphiulus balazsi
Glyphiulus balazsi är en mångfotingart som beskrevs av Imre Loksa 1960. Glyphiulus balazsi ingår i släktet Glyphiulus och familjen Glyphiulidae. Inga underarter finns listade i Catalogue of Life.